# Фагана
Фагана (на немски: Fagana) е древен род, споменат в Lex Baiuvariorum като баварски благороднически род (Uradel), който с Хуоси, Троца, Хаилинга и Аниона стои много близо до баварския херцогски род Агилолфинги. Те са сред водещите 6 рода иса заемали важни служби в Бавария.
Територията на Фагана се намирала между Изар и Ин и между Мангфал и долното течение на Ампер. Към тяхната територия принадлежали също Хертингау (Ердинг до Мюнхен) и Изенгау.
Най-старият и известен гауграф на Фагана е граф Йоб (Якоб, 790 - 820), който има земи на Изен.
Едно от главните селища на Фагана е Herrschaft Burgrain.